# Andrés Sepúlveda Carmona
Andrés Segundo Sepúlveda Carmona (Tocopilla, 26 de agosto de 1926 - Valparaíso, 15 de marzo de 2007) fue un dirigente sindical y político socialista chileno, exdiputado de la República.

## Primeros años de vida
Fue hijo de Andrés Sepúlveda Avendaño y de Emilia del Carmen Carmona Herrera. Realizó sus estudios primarios en Santiago.
Estuvo casado con Pabla Bernarda Cerda Rojas, tuvo ocho hijos.

## Vida pública
En 1949 comenzó a trabajar como obrero de la construcción hasta 1959, siendo dirigente de la CTCH.
En 1959 se incorporó a la I. Municipalidad de Viña del Mar, donde fue presidente de los obreros municipales, dirigente provincial y nacional de éstos y presidente provincial de la CUT.
Posteriormente ingresó al Partido Socialista de Chile, donde ocupó el cargo de secretario político regional.
En 1971 fue elegido regidor de la I. Municipalidad de Valparaíso.
En 1973 fue elegido diputado por la 6ª Agrupación Departamental de Valparaíso, Quillota e Isla de Pascua, para el período de 1973 a 1977. Se integró a la Comisión de Gobierno Interior.[cita requerida] Sin embargo, tras el golpe de Estado del 11 de septiembre de 1973, fue detenido entre diez y once días en el Buque escuela Esmeralda, donde fue torturado, para luego ser enviado al Campo de Concentración de Isla Dawson.
Entre otras actividades, viajó por América y Europa en representación de la CUT, de la Municipalidad de Valparaíso y de los obreros Municipales, asistiendo a diversos congresos.